# Hister indistinctus
Hister indistinctus är en skalbaggsart som beskrevs av Thomas Say 1825. Hister indistinctus ingår i släktet Hister och familjen stumpbaggar. Inga underarter finns listade i Catalogue of Life.